# إيناكي فيرغارا
إيناكي فيرغارا (بالإسبانية: Ignacio Vergara Iríbar) هو لاعب كرة قدم إسباني في مركز حراسة المرمى، ولد في 26 يناير 1962 في أونداروا في إسبانيا. شارك مع منتخب إسبانيا تحت 18 سنة لكرة القدم. أما مع النوادي، فقد لعب مع أتلتيك بيلباو ب وديبورتيفو ألافيس وريال سوسيداد وريال مورسيا ولوغرونيس.